# 祖澤洪
祖澤洪（？—1675年），遼東都指揮使司（今遼寧省遼陽市）人，分隸鑲黃旗。明清政治人物。祖大壽之子。
明朝擔任副將。滿清崇德三年，擔任吏部左參政。順治元年，改參政為吏部左侍郎。入關追擊李自成，斬其將陳永福；攻克太原，擊退賀珍、姜瓖。敘功，並遇恩詔，累進一等精奇尼哈番，兼授內弘文院學士。因疾辭職歸鄉。

## 家族
兄祖澤溥
弟祖澤清
子祖良棟
子祖良璧
孫祖應樞
曾孫祖尚賢
玄孫祖學恭
玄孫祖學讓
來孫祖裔恆
昆孫祖祥安 